# منشی خصوصی پدرم
منشی خصوصی پدرم (انگلیسی: My Father's Private Secretary) یک فیلم کمدی سکسی ایتالیایی به کارگردانی ماریانو لائورنتی محصول سال ۱۹۷۶ است.

## بازیگر
- ماریا رزاریا اوماجو در نقش Luisa
- رنتسو مونتانیانی در نقش Armando Ponziani
- استفانو پاتریزی در نقش Franco Ponziani
- آنیتا استریندبری در نقش Ingrid
- آلدو ماساسو در نقش Dottor Mingozzi
- رینا فرانکتی در نقش Domestica
- سوفیا لومباردو در نقش Olivia
- جولیانا کالاندرا در نقش Ersilia Ponziani
- انتسو کاناواله در نقش Giuseppe
- آلوارو ویتالی در نقش Oscar